# بوبر زیتونی ساسی
بوبر زیتونی ساسی (نام علمی: Phyllastrephus lorenzi) نام یک گونه از سرده بوبرهای اصلی است.